# 2011-es flandriai körverseny
A 2011-es flandriai körverseny az 1913-ban megkezdett sorozatban a 95. kerékpárverseny volt, melyet 2011. április 3-án rendeztek meg. A verseny része a 2011-es UCI World Tour-nak. Elsőként Nick Nuyens haladt át a célvonalon, őt követte Sylvain Chavanel és Fabian Cancellara.

## Csapatok
A 18 World Tour csapaton kívül 7 csapat kapott szabadkártyát, így alakult ki a 25 csapatos mezőny.
ProTour csapatok:
 AG2R La Mondiale ·   Astana ·   Movistar ·   Euskaltel–Euskadi ·   Garmin–Cervelo ·   Lampre–ISD ·   Liquigas–Cannondale ·   Omega Pharma–Lotto ·   Quick Step ·   Rabobank ·   HTC-Highroad ·   Katyusa ·   BMC Racing Team ·   Saxo Bank SunGard ·   Sky Procycling ·  Team Leopard-Trek ·  Team RadioShack ·  Vacansoleil
Profi kontinentális csapatok:
 Team Europcar ·   FDJ ·   Landbouwkrediet ·   Skil-Shimano ·   Topsport Vlaanderen–Mercator ·   Cofidis ·   Veranda's Willems-Accent

## Végeredmény
|    | Versenyző                 | Csapat                   | Idő                 |
| -- | ------------------------- | ------------------------ | ------------------- |
| 1  | Nick Nuyens (BEL)         | Saxo Bank SunGard        | 6:01:20             |
| 2  | Sylvain Chavanel (FRA)    | Quick Step               | 6:01:20 (+00:00:00) |
| 3  | Fabian Cancellara (SUI)   | Team Leopard-Trek        | 6:01:20 (+00:00:00) |
| 4  | Tom Boonen (BEL)          | Quick Step               | 6:01:22 (+00:00:02) |
| 5  | Sebastien Langeveld (NED) | Rabobank                 | 6:01:25 (+00:00:05) |
| 6  | George Hincapie (USA)     | BMC Racing Team          | 6:01:25 (+00:00:05) |
| 7  | Bjorn Leukemans (BEL)     | Vacansoleil              | 6:01:25 (+00:00:05) |
| 8  | Staf Scheirlinckx (BEL)   | Veranda's Willems-Accent | 6:01:25 (+00:00:05) |
| 9  | Philippe Gilbert (BEL)    | Omega Pharma-Lotto       | 6:01:25 (+00:00:05) |
| 10 | Geraint Thomas (GBR)      | Sky Procycling           | 6:01:25 (+00:00:05) |

## Külső hivatkozások
- Hivatalos honlap